# Ольховець (Білгорайський повіт)
Ольховець (пол. Olchowiec) — село в Польщі, у гміні Обша Білґорайського повіту Люблінського воєводства. Населення — 434 особи (2011).

## Історія
За даними етнографічної експедиції 1869—1870 років під керівництвом Павла Чубинського, у селі проживало 228 греко-католиків і 265 римо-католиків, населення розмовляло українською мовою.
У 1975—1998 роках село належало до Замойського воєводства.

## Демографія
Демографічна структура станом на 31 березня 2011 року:
|          | Загалом | Допрацездатний вік | Працездатний вік | Постпрацездатний вік |
| -------- | ------- | ------------------ | ---------------- | -------------------- |
| Чоловіки | 211     | 42                 | 148              | 21                   |
| Жінки    | 223     | 48                 | 116              | 59                   |
| Разом    | 434     | 90                 | 264              | 80                   |